# Promiopteryx granadensis
Promiopteryx granadensis es una especie de mantis de la familia Thespidae.

## Distribución geográfica
Se encuentra en Brasil, Antillas Menores, Colombia y la Guayana Francesa.